# Annette Meeuvissen
Annette Meeuvissen (* 12. April 1962 in Düsseldorf; † 5. Dezember 2004 in Berg) war eine deutsche Automobilrennfahrerin.

## Karriere
Annette Meeuvissen begann 1980 ihre Motorsportkarriere beim Slalom. 1982 fuhr sie mit einem Ford Fiesta XR2 im neu gegründeten Ford Fiesta Ladies Cup. Nach einem Sieg beim Auftaktrennen in Wunstorf lag sie nach den sechs Saison-Rennen punktgleich mit Delia Stegemann auf den ersten Platz. Da Stegemann jedoch einen Sieg mehr aufweisen konnte, wurde sie zur Meisterin erklärt.
In der Saison 1985 startete sie für das Ford Gerstmann Racing Team in der 1. Division der Tourenwagen-Europameisterschaft. Zusammen mit Jörg van Ommen erreichte sie auf einem Ford Escort RS1600i zwei Platzierungen.
Ein Jahr später fuhr sie im Porsche 944 Turbo Cup, der erstmals ausgetragen wurde. Dort konnte sie sich jedoch nicht auf vordere Ränge platzieren.
1987 wechselte sie wieder zurück in den Tourenwagensport und ging zusammen mit Mercedes Stermitz für das BMW Schnitzer Team in der 2. Division der Tourenwagen-Weltmeisterschaft an den Start. Bei dem 24-Stunden-Rennen von Spa-Francorchamps und dem 500-km-Rennen von Calder erreichten beide im BMW M3 den siebten Platz. In der Tourenwagen-Europameisterschaft fuhren beide Fahrerinnen nur beim 500-km-Rennen von Zeltweg und erzielten dort ebenfalls den siebten Rang.
Von 1988 bis 1991 startete Meeuvissen in der Deutschen Tourenwagen-Meisterschaft (DTM). Ihre beste Saison-Platzierung erreichte sie bereits in ihrem ersten DTM-Jahr mit dem 31. Rang und 18 Punkten. Ihren größten Rennerfolg – einen elften Platz – erzielte sie 1990 im BMW M3 Sport Evolution des Zakspeed-Teams beim AVUS-Rennen.
1992 fuhr sie in der Deutschen Tourenwagen Trophäe (DTT) Zusammen mit Heiner Weis und Marc Gindorf startete sie noch einmal beim 24-Stunden-Rennen von Spa-Francorchamps mit einem BMW M3 Sport Evolution in der Klasse A2.5 und beendete das Rennen auf den 17. Platz. Nach der Saison 1992 beendete sie ihre Motorsportkarriere und arbeitete als Fahrinstrukteurin für BMW.
In Namibia eröffnete sie eine Farm für heimatlose und verletzte Tiere. 1995 kehrte sie nach Deutschland zurück und arbeitete von 1996 bis 2002 als Flugbegleiterin. Die Ausbildung zur Kindergärtnerin musste sie jedoch aufgrund ihrer Krebserkrankung Anfang 2004 abbrechen. Am 5. Dezember 2004 verstarb Meeuvissen in Folge ihrer schweren Erkrankung.